# Società della verità cattolica

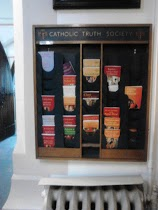
Alcuni libri della Società (2013)

La Società della verità cattolica (in inglese Catholic Truth Society, CTS) è un'organizzazione di beneficenza che pubblica letteratura cattolica, compresi testi di apologetica, libri di preghiere, letture spirituali e agiografie. Ha sede a Londra, nel Regno Unito.
È stata fondata nel 1868 da Herbert Vaughan, successivamente elevato a cardinale.